# Lav sv. Marka
Lav svetog Marka (tal. Leone di San Marco) bio je simbol Mletačke Republike i atribut evanđelista Marka.
Kosti svetoga Marka Mlečani su 828. iz Aleksandrije prenijeli u Veneciju. On je postao glavni zaštitnik Venecije u 12. stoljeću te je krilati lav otada postao čest ukrasni motiv Venecije.
Smatra se da su u Bitki kraj Akona 1258. Mlečani prvi put koristili zastavu na kojoj je bio prikazan Lav sv. Marka. Lav se najčešće prikazuje iz profila, s trima nogama na tlu dok četvrtom nogom pridržava knjigu na kojoj na latinskom piše Pax tibi Marce, evangelista meus (hrv. ‘Mir tebi, Marko, evanđeliste moj’). Prema predaji prikaz knjige je u doba mira otvoren, a za vrijeme rata zatvoren.

### Mrežna sjedišta
- Lav sv. Marka. Hrvatska enciklopedija. LZMK. Pristupljeno 30. svibnja 2025.